# 德宁格内
德宁格内（1689年6月—1733年11月14日），是缅甸东吁王朝国王。